# St. Norbert (Innsbruck)

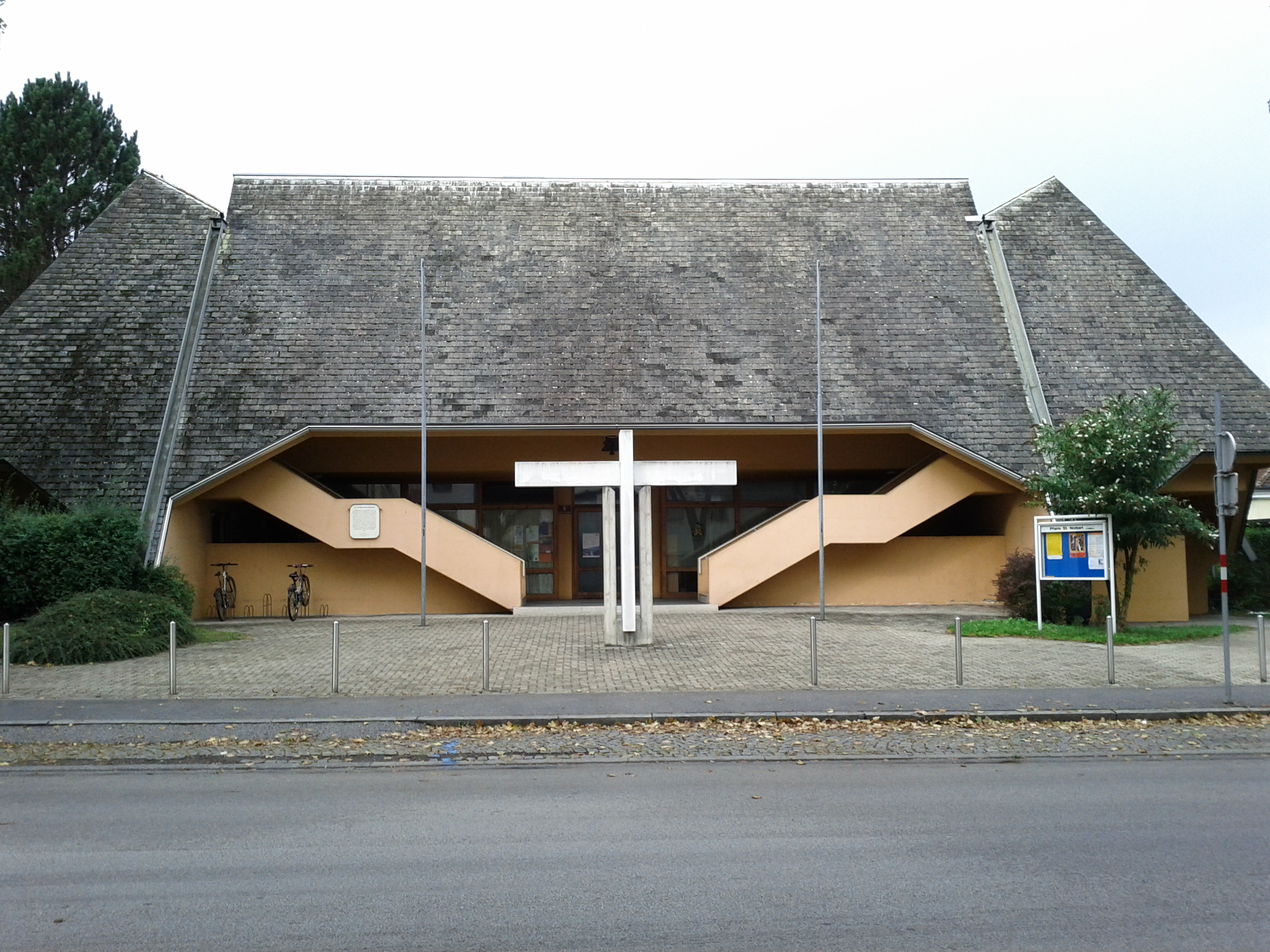
Katholische Pfarrkirche hl. Norbert in Pradl in Innsbruck

Die römisch-katholische Pfarrkirche hl. Norbert steht im Süden des Stadtteils Pradl in Innsbruck. Die dem Patrozinium des hl. Norbert von Xanten unterstellte Pfarrkirche gehört zum Dekanat Innsbruck in der Diözese Innsbruck. Die Kirche wurde 1970/71 nach Plänen von Josef Lackner erbaut und steht unter Denkmalschutz (Listeneintrag).

## Geschichte
1910/11 wurde im Süden Pradls das Garnisonsspital errichtet (die heutige Conrad-Kaserne), zu der eine dem hl. Konrad geweihte Kapelle gehörte. Nach dem Ersten Weltkrieg wurde diese auch für öffentliche Gottesdienste für die Bevölkerung der  neu entstandenen Barackensiedlung im Gebiet der Burgenland- und Premstraße genutzt. Die Kapelle wurde bald zu klein und es wurde zunächst geplant, sie zu vergrößern. 1933 entschloss sich der „St. Konrad-Kirchen- und Kindergartenbauverein Innsbruck, Pradl-Ost“ jedoch für einen Neubau an anderer Stelle, allerdings konnte kein geeignetes Grundstück gefunden werden. 1950 wurde die Konradkapelle restauriert und erhielt ein neues Altarrelief von Hans Buchgschwenter und 1954 neue Glocken.
Da die Bevölkerung Pradls im 20. Jahrhundert stark anwuchs, wurde 1950/52 die Schutzengelkirche in Pradl-Ost gebaut und der Apostolische Administrator Paulus Rusch strebte eine weitere neue Pfarre im Süden Pradls an. 1962 wurde Pfarrer Adrian Höck als Koadjutor für die Pfarre Pradl bestellt und mit dem Aufbau der neuen Pfarre betraut. Am 1. Jänner 1964 wurde St. Konrad zur selbstständigen Seelsorge erklärt und am 25. September 1968 von Bischof Rusch als dem Stift Wilten inkorporiertes Pfarrvikariat errichtet. Zum Zeichen der Verbundenheit mit dem Stift Wilten erhielt es den Namen St. Norbert nach dem Gründer des Prämonstratenserordens.
Nach verschiedenen Planungen für einen Kirchenneubau und langen Verhandlungen konnte 1969 der Grund an der Ecke Burgenlandstraße/Köldererstraße gekauft und mit dem Bau der neuen Kirche nach Plänen Josef Lackners begonnen werden. Die Finanzierung erfolgte unter anderem mit Spendengeldern in Höhe von 2,2 Millionen Schilling. Am 17. Dezember 1972 wurde die Kirche von Abt Alois Stöger konsekriert. Die Konradkapelle wurde 1970 abgerissen.
Wegen Bauschäden drohte 2012 ein Benutzungsverbot durch die Baupolizei. Da auch die Zahl der Kirchgänger zurückgegangen war, überlegte das Stift Wilten die Eingliederung von St. Norbert in die Pfarre Pradl und den ersatzlosen Abriss der Kirche, sofern das Denkmalamt zugestimmt hätte.

## Architektur
Der breite niedrige quadratische Mehrzweckkirchenbau hat den Eingangsplatz mit einem hineingestellten niedrigen Betonkreuz in der Köldererstraße.
Das Kirchenäußere zeigt einen zweigeschoßigen, turmlosen Bau. Im Untergeschoß als Pfarr- und Gemeindehaus, im Obergeschoß Kirche und Sakristei. Das steile Dach ist an den Ecken fast bis zum Boden herabgeführt und umfängt das eigentliche Gebäude. Die Eingangsseite im Osten ist im unteren Bereich durchgehend verglast, vorgelagert sind zwei gegenläufige Treppen zur Kirche im Obergeschoß.
Das Kircheninnere ist oben von einer niedrig gehängten Kassettendecke mit verglasten Lichtbändern und Glaskuppeln abgeschlossen. Der Altarraum ist um eine Stufe erhöht und befindet sich zentral in der westlichen Hälfte des Raumes.

## Einrichtung
Hinter dem Altarraum befindet sich eine Ikonostase, ein Bildreihe zum Leiden und zur Auferstehung Christi, gemalt von Anton Tiefenthaler.
Eine Christus-Ikone entstand im 18. Jahrhundert.
Die Orgel baute 1987 Orgelbau Reinisch-Pirchner.